# Pjotr Latysjev

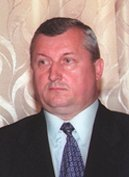
Pjotr Latysjev

Pjotr Michajlovitsj Latysjev (Russisch: Пётр Михайлович Латышев) (Chmelnytsky, 30 augustus 1948 - Moskou, 2 december 2008) was  de gouverneur-generaal (presidentiële afgevaardigde) van het Russische federaal district Oeral. 
Latysjev werd geboren in de Oekraïense SSR. In 1966 beëindigde hij zijn opleiding aan de Hogere Politieschool van het Ministerie van Binnenlandse Zaken (MVD) in Omsk. Vervolgens ging hij werken bij de politie in Perm, waar hij diverse functies bekleedde. In 1980 werd hij er benoemd tot inspecteur van de Dienst Tegen Misbruik van Socialistisch Bezit (Oe.B.Ch.S.S.), een onderdeel van het regionale directoraat van het MVD. In hetzelfde jaar studeerde hij af aan de Academie van het MVD. In 1986 klom hij op tot hoofd van de politie van Perm.
Van 1991 tot 1994 was Latysjev hoofd van het regionaal directoraat van het MVD voor kraj Krasnodar. Hij was viceminister van het MVD en tegelijkertijd vicevoorzitter van de Federale Anti-Terrorisme Commissie van augustus 1994 tot mei 2000. Latysjev voerde veiligheidsoperaties uit in Dagestan bij de start van de Tweede Tsjetsjeense Oorlog in 1999 en was zeer succesvol in het stoppen van etnische onlusten in Karatsjaj-Tsjerkessië.
Op 18 mei 2000 werd hij benoemd tot gouverneur-generaal van het toen net opgezette federale district Oeral. Hij heeft hier als presidentieel afgevaardigde de verantwoordelijkheid voor het beschermen van de presidentiële autoriteit binnen het district. Bij deze functie zijn daarom loyaliteit aan de federale president en kennis van het gebied de meest gewaardeerde zaken. Hij kwam vooral in het begin van zijn periode als gouverneur-generaal regelmatig in conflict met een ander politiek zwaargewicht in de Oeral, gouverneur Eduard Rossel van oblast Sverdlovsk.
Pjotr Latysjev was  getrouwd en had twee zonen. Hij overleed plots op zestigjarige leeftijd ten gevolge van een hartfalen. Hij werd als presidentieel afgevaardigde opgevolgd door Nikolaj Vinnitsjenko.